# Centre Catòlic de l'Hospitalet
El Centre Catòlic de l'Hospitalet és una associació cultural de l'Hospitalet de Llobregat, fundada l'any 1904 per Santiago Oliveras, ubicada a la Rambla Just Oliveras del barri Centre, sent un dels referents de la vida associativa, cultural i esportiva de l'Hospitalet de Llobregat des de la seva creació.

## Història
L'any 1904, dos capellans, amb el suport d'un grup de veïns del Centre, fundaren el Centro Católico de l'Hospitalet. El local se situava al carrer Nou de l'església. Sorgí amb l'objecte de contrarestar la influència de l'associacionisme obrer que tant caracteritzà aquelles dècades i oferí, dins el marc del catalanisme conservador, altres alternatives respecte a l'educació dels nens i nenes, les activitats culturals i d'oci. Catecisme, balls tradicionals, cant coral, entre d'altres, semblen els exercicis que s'hi impulsaven. Més endavant adquiriria el caràcter cultural i esportiu que caracteritza avui a l'entitat.
L'any 1926, el Centro Católico va traslladar-se a l'edifici de la Rambla Just Oliveras, en el que hi segueix avui. El nucli d'activitat, per aleshores seguia essent els ballets tradicionals i el cant coral, a més a més, estaven vinculats al parvulari del costat del local, el que avui forma part de l'escola Tecla Sala. Les tasques escèniques començaren amb les típiques representacions dels pastorets. Amb el temps evolucionaren cap a altres formes representatives. Però sense deixar de banda els Pastorets.
Fou al 1928 quan les inquietuds per l'esport començaren a créixer i quan Mossen Josep Maria i Feliu formà l'equip de bàsquet de l'entitat, essent el primer a la ciutat l'Hospitalet i un de les pioners d'aquest esport a Catalunya. Sols feia set anys que aquest esport s'havia introduït a Espanya. Al 1929, l'entitat va federar-se i començaren a disputar-se els primers partits oficials. La tasca del Centre Catòlic fou interrompuda entre 1939 i 1942, quan l'edifici es destinà a església parroquial.
Després d'aquesta data, el centre va reprendre la seva activitat cultural i esportiva, ampliant cada cop més el nombre d'adherits al centre i de participants tant en els equips de bàsquet com en les representacions teatrals. És la seu del Quadre Escènic de Teatre del Centre Catòlic (entre 1925 i 1975 s'hi van representar 283 obres teatrals).

## Activitats
Bàsquet
L'historia de la secció del Bàsquet Centre Catòlic de L'Hospitalet comença a escriure's quan Mossen Josep Maria Feliu va introduir aquest esport al Centre Catòlic el 1928, només 7 anys després que arribes el bàsquet a Espanya, sent el primer equip de bàsquet creat a la ciutat de L'Hospitalet i arribà a ésser un dels primers equips nacionals.
En l'actualitat hi ha equips des de la categoria pre-mini a la categoria sènior. Són més de 200 jugadors i tant hi ha equips masculins com femenins.
Teatre
En un altre terreny d'activitats cal mencionar la tradició teatral que el Centre Catòlic ha desenvolupat des de la seva fundació. Aquesta afició pel teatre té moments destacats amb l'activitat del grup Margarida Xirgu del Quadre Escènic del Teatre Centre Catòlic, i les representacions dels Pastorets, que han esdevingut tradicionals i úniques a tota la ciutat, amb representacions de diverses versions que es remunten al 1906. Durant anys el Teatre Centre Catòlic ha acollit la programació de teatre estable de l'Hospitalet i ha estat la seu de la primera companyia professional de la ciutat, el grup de teatre avantguardista: Grup d'Acció Teatral (GAT).
Actualment formen part de l'escola de teatre un total de 50-60 nens entre 4 i 17 anys. També hi ha el teatre amateur (Quadre Escènic de Teatre del Centre Catòlic - QUTECC) amb una producció d'unes 3-4 obres cada any. Una de les obres més importants que es representa és la dels Pastorets per les dates nadalenques. Té una participació d'unes 60-70 persones.

## Certamen Poètic Andreu Trias
Des del 1997 impulsem un certamen poètic, que porta el nom d'Andreu Trias. Aquest acte comporta la publicació de diversos poemes de dita eminència més els dels guanyadors del certamen sota tres categories: infantil, juvenil i sènior. Cada poema guanyador ve acompanyat per un dibuix que el representa, fet per un dibuixant conegut o no tant. El dibuix original es regala als guanyadors. Acostuma a haver-hi una participació entre 100 i 150 persones. S'editen uns 300 exemplars que es reparteixen entre els participants, biblioteques, entitats culturals i per a aquells socis que en tinguin interès.

## Seu Social
L'edifici seu actual de l'entitat, d'estil noucentista, fou construït el 1925 i està protegit com a bé cultural d'interès local. Originalment, constava de dos cossos independents, el centre i el col·legi, units per un cos de planta baixa, que es va sobrealçar posteriorment.
Els dos cossos tenen característiques semblants. El centre fa cantonada i és de planta baixa, un pis i golfes. A la planta baixa hi ha tres obertures d'arc de mig punt, la del centre és la porta i una finestra a cada banda. Al primer pis, seguint el mateix eix que les obertures inferiors, hi ha tres obertures que donen a tres balcons. les portes laterals són rectangulars i la central és d'arc de mig punt, flanquejada per dos obertures més petites i rectangulars les quals tenen a banda i banda dos pilastres que aguanten un entaulament on es recolza la motllura que ressegueix l'arc de l'obertura central; per sobre d'aquestes finestres rectangulars hi ha dos ulls de bou. Totes les obertures estan resseguides per una motllura i els balcons estan decorats a la part inferior amb mènsules, més grans les del balcó central que els laterals. Un ordre gegant de doble pilastres amb molt poc volum recorre de dalt a baix la façana i aguanten un entaulament a sobre del qual hi ha un gran frontó triangular amb una petita finestra circular al centre.
L'altre cos és entre mitgeres i consta de planta baixa i dos pisos. A la planta baixa s'obren dues portes rectangulars amb una finestra d'arc de mig punt al centre. Al primer pis hi ha un balcó i l'obertura és igual que la porta central del primer pis de l'altre cos. Al segon pis hi ha una galeria amb quatre finestres d'arc de mig punt. La façana està rematada per una cornisa amb un gran voladís i per sobre el mur de tancament del terrat.
Entre els dos cossos principals dels extrems hi ha un tercer cos d'una sola planta d'alçada. A finals del segle xx, s'hi ha incorporat un segon pis, que no pretén dissimular la seva condició d'afegit, malgrat ésser harmònic amb l'estil de l'antic edifici.
L'autoria de l'edifici no es troba confirmada documentalment, malgrat s'hagi generalitzat l'atribució a Ramon Puig i Gairalt.